# Hesperis laciniata
Julienne laciniée, Julienne à feuilles laciniées
Espèce
La Julienne laciniée ou Julienne à feuilles laciniées (Hesperis laciniata) est une espèce de plantes de la famille des Brassicacées.